# Botanophila petrophila
Botanophila petrophila är en tvåvingeart som först beskrevs av Ringdahl 1926.  Botanophila petrophila ingår i släktet Botanophila och familjen blomsterflugor.
Artens utbredningsområde är Sverige. Arten är reproducerande i Sverige. Inga underarter finns listade i Catalogue of Life.